# Rayane Boukemia
Rayane Boukemia (* 11. Oktober 1992 in Straßburg) ist ein französischer Fußballspieler mit algerischen Wurzeln.

## Karriere
Mit dem Fußball begann Boukemia in der Jugend des SC Schiltigheim, dort rückte er später auch in die erste Mannschaft auf. Nach einem Studium an der Universität Straßburg ging er 2015 in die USA, dort schrieb er sich an der Southern New Hampshire University ein und spielte auch für die örtliche Fußballmannschaft. 2016 spielte er für einige Monate für Reading United AC in der Premier Development League und von Februar 2017 bis Februar 2018 stand er bei den Rochester Rhinos in der zweitklassigen United Soccer League unter Vertrag.
Im Februar 2018 gab der deutsche Oberligist Bahlinger SC die Verpflichtung Boukemias bekannt.